# PasComSat
PasComSat (Passive Communications Satellite), également appelé OV1-8, était un satellite de télécommunications lancé par l'United States Air Force en 1966 dans le cadre du programme Orbiting Vehicle. Le satellite fonctionnait comme un réflecteur passif et non comme un émetteur-récepteur. Ainsi, après avoir été placé sur une orbite terrestre basse, un signal lui serait envoyé, réfléchi par sa surface, puis renvoyé sur Terre.

## Caractéristiques
Le satellite était constitué d'une grille-sphère, par opposition à une sphère entièrement recouverte, dont l'objectif était réduire les effets de la pression solaire et de la traînée atmosphérique, qui s'est avéré être un problème pendant le projet Echo. L'US Air Force a passé un contrat avec Goodyear Aerospace (en) pour la construction d'un ballon à grille de 9 mètres de diamètre. Il était constitué d'un treillis métallique en aluminium noyé dans une matière plastique spécialement conçue pour se dissoudre dans l'espace sous les forts rayons ultraviolets du Soleil. Le 13 juillet 1966, le satellite a été lancé depuis la base aérienne de Vandenberg, en Californie, au sommet d'une fusée Atlas. Il est entré en orbite et s'est automatiquement gonflé à l'hélium. Le revêtement en plastique s'est rapidement dissous, ne laissant que la structure d'aluminium ouverte en orbite autour de la terre. Les tests ont montré que le satellite resterait en orbite pendant au moins 11 ans et qu’il aurait une puissance de réflexion cinq fois supérieure à celle d’une sphère solide. Le satellite est rentré dans l'atmosphère le 4 janvier 1978.